# 大里仁士
大里 仁士 (おおさと ひとし、1929年4月28日 - 2002年2月19日) は日本の経済学者。元九州国際大学学長。鹿児島県出身。

## 略歴
1949年 旧制第七高等学校理科卒業。1958年 福岡大学商学部商学科卒業。九州経済調査会にて研究員。1966年 八幡大学法経学部助教授就任(経済政策)。1989年 法経学部長就任。1992年 シェフィールド大学留学。1999年 九州国際大学学長就任。学長在任中の2002年2月19日、肺炎のため死去。
戦後日本社会におけるエネルギー問題(特に九州地方の石炭産業)の研究が多くある。

## 著書
- 『現代社会政策』　共著　有斐閣、1977年
- 『北九州市史(近代・現代)産業経済II』　共編著　北九州市、1992年
- 『21世紀社会の安定化条件』　共編著　古川正紀　清水憲一他　九州大学出版会　2001年

### 論文
- 国立国会図書館サーチ 大里仁士
- 大里仁士>